# Campionatul European de Handbal Masculin din 2022
Campionatul European de Handbal Masculin din 2022 a fost cea de a 15-a ediție a Campionatului european de handbal masculin care a fost găzduită de Ungaria și Slovacia - de la 13 până pe 30 ianuarie 2022. Jocurile s-au jucat la Budapesta, Debrecen și Szeged în Ungaria și Bratislava și Košice în Slovacia.

## Arene
| Ungaria                                 | Ungaria                                 | Ungaria                                                         | Slovacia            | Slovacia          |                  |
| Budapesta                               | Debrețin                                | Szeged                                                          | Bratislava          | Košice            |                  |
| --------------------------------------- | --------------------------------------- | --------------------------------------------------------------- | ------------------- | ----------------- | ---------------- |
| MVM Dome                                | Arena Főnix                             | Pick Aréna                                                      | Ondrej Nepela Arena | Steel Aréna       |                  |
| Capacitate: 20.022                      | Capacitate: 6.500                       | Capacitate: 8.143                                               | Capacitate: 10.000  | Capacitate: 7.900 |                  |
|                                         |                                         |                                                                 |                     |                   |                  |
| BudapestaDebrecenSzegedBratislavaKošice | BudapestaDebrecenSzegedBratislavaKošice | Slovacia (cu portocaliu) se află la nord de Ungaria (cu verde). | BratislavaKošice    | BratislavaKošice  | BratislavaKošice |

## Calificare

### Echipe calificate
| Țară                  | Calificată ca                                                  | Data când s-a obținut calificare | Apariții anterioare în turneu                                                           |
| --------------------- | -------------------------------------------------------------- | -------------------------------- | --------------------------------------------------------------------------------------- |
| Ungaria               | Țară gazdă                                                     | 20 iunie 2018                    | 12 (1994, 1996, 1998, 2004, 2006, 2008, 2010, 2012, 2014, 2016, 2018, 2020)             |
| Slovacia              | Țară gazdă                                                     | 20 iunie 2018                    | 3 (2006, 2008, 2012)                                                                    |
| Spania                | Campioana Campionatul European de Handbal Masculin din 2020    | 24 ianuarie 2020                 | 14 (1994, 1996, 1998, 2000, 2002, 2004, 2006, 2008, 2010, 2012, 2014, 2016, 2018, 2020) |
| Croația               | Finalistă la Campionatul European de Handbal Masculin din 2020 | 24 ianuarie 2020                 | 14 (1994, 1996, 1998, 2000, 2002, 2004, 2006, 2008, 2010, 2012, 2014, 2016, 2018, 2020) |
| Germania              | Grupa 2                                                        | 10 ianuarie 2021                 | 13 (1994, 1996, 1998, 2000, 2002, 2004, 2006, 2008, 2010, 2012, 2016, 2018, 2020)       |
| Serbia                | Grupa 1                                                        | 8 februarie 2021                 | 6 (2010, 2012, 2014, 2016, 2018, 2020)                                                  |
| Suedia                | Grupa 8                                                        | 28 aprilie 2021                  | 13 (1994, 1996, 1998, 2000, 2002, 2004, 2008, 2010, 2012, 2014, 2016, 2018, 2020)       |
| Rusia                 | Grupa 3                                                        | 28 aprilie 2021                  | 13 (1994, 1996, 1998, 2000, 2002, 2004, 2006, 2018, 2010, 2012, 2014, 2016, 2020)       |
| Macedonia de Nord     | Grupa 7                                                        | 28 aprilie 2021                  | 6 (1998, 2012, 2014, 2016, 2018, 2020)                                                  |
| Danemarca             | Grupa 7                                                        | 28 aprilie 2021                  | 13 (1994, 1996, 2000, 2002, 2004, 2006, 2008, 2010, 2012, 2014, 2016, 2018, 2020)       |
| Franța                | Grupa 1                                                        | 29 aprilie 2021                  | 14 (1994, 1996, 1998, 2000, 2002, 2004, 2006, 2008, 2010, 2012, 2014, 2016, 2018, 2020) |
| Norvegia              | Grupa 6                                                        | 29 aprilie 2021                  | 9 (2000, 2006, 2008, 2010, 2012, 2014, 2016, 2018, 2020)                                |
| Islanda               | Grupa 4                                                        | 29 aprilie 2021                  | 11 (2000, 2002, 2004, 2006, 2008, 2010, 2012, 2014, 2016, 2018, 2020)                   |
| Portugalia            | Grupa 4                                                        | 29 aprilie 2021                  | 6 (1994, 2000, 2002, 2004, 2006, 2020)                                                  |
| Belarus               | Grupa 6                                                        | 29 aprilie 2021                  | 6 (1994, 2008, 2014, 2016, 2018, 2020)                                                  |
| Slovenia              | Grupa 5                                                        | 29 aprilie 2021                  | 12 (1994, 1996, 2000, 2002, 2004, 2006, 2008, 2010, 2012, 2016, 2018, 2020)             |
| Țările de Jos         | Grupa 5                                                        | 29 aprile 2021                   | 1 (2020)                                                                                |
| Austria               | Grupa 2                                                        | 2 mai 2021                       | 4 (2010, 2014, 2018, 2020)                                                              |
| Cehia                 | Grupa 3                                                        | 2 mai 2021                       | 10 (1996, 1998, 2002, 2004, 2008, 2010, 2012, 2014, 2018, 2020)                         |
| Muntenegru            | Grupa 8                                                        | 2 mai 2021                       | 5 (2008, 2014, 2016, 2018 2020)                                                         |
| Bosnia și Herțegovina | Clasamentul echipelor de pe locul Trei                         | 2 mai 2021                       | 1 (2020)                                                                                |
| Polonia               | Clasamentul echipelor de pe locul Trei                         | 2 mai 2021                       | 9 (2002, 2004, 2006, 2008, 2010, 2012, 2014, 2016, 2020)                                |
| Ucraina               | Clasamentul echipelor de pe locul Trei                         | 2 mai 2021                       | 6 (2000, 2002, 2004, 2006, 2010, 2020)                                                  |
| Lituania              | Clasamentul echipelor de pe locul Trei                         | 2 mai 2021                       | 1 (1998)                                                                                |

## Arbitri
Perechile de arbitri au fost selectate la 10 septembrie 2021
| Arbitri           | Arbitri                          |
| ----------------- | -------------------------------- |
| Austria           | Radojko Brkic Anderi Jusufhodzic |
| Croația           | Matija Gubica Boris Milošević    |
| Cehia             | Václav Horáček Jiři Novotný      |
| Danemarca         | Mads Hansen Jesper Madsen        |
| Germania          | Robert Schulze Tobias Tönnies    |
| Ungaria           | Ádám Bíró Olivér Kiss            |
| Islanda           | Jónas Elíasson Anton Pálsson     |
| Lituania          | Vaidas Mažeika Mindaugas Gatelis |
| Muntenegru        | Ivan Pavićević Miloš Ražnatović  |
| Macedonia de Nord | Slave Nikolov Gjorgji Nachevski  |
| Portugalia        | Duarte Santos Ricardo Fonseca    |
| România           | Bogdan Stark Romeo Ștefan        |
| Serbia            | Nenad Nikolić Dušan Stojković    |
| Slovacia          | Boris Mandák Mário Rudinský      |
| Slovenia          | Bojan Lah David Sok              |
| Spania            | Andreu Marin Ignacio Garcia      |
| Suedia            | Mirza Kurtagic Mattias Wetterwik |
| Elveția           | Arthur Brunner Morad Salah       |

## Tragerea la sorți
Tragerea la sorți a avut loc pe 6 mai 2021 la Budapesta.
| Urna 1                                                           | Urna a 2-a                                                | Urna a 3-a                                                          | Urna a 4-a                                                                          |
| ---------------------------------------------------------------- | --------------------------------------------------------- | ------------------------------------------------------------------- | ----------------------------------------------------------------------------------- |
| - Spania - Croația - Norvegia - Slovenia - Germania - Portugalia | - Suedia - Ungaria - Rusia - Danemarca - Serbia - Austria | - Slovacia - Belarus - Islanda - Cehia - Franța - Macedonia de Nord | - Țările de Jos - Muntenegru - Ucraina - Polonia - Bosnia și Herțegovina - Lituania |

## Grupele preliminare

### Grupa A
| Loc | Echipa            | MJ | V | E | Î | GM | GP | DG  | Pct | Calificare       |
| --- | ----------------- | -- | - | - | - | -- | -- | --- | --- | ---------------- |
| 1   | Danemarca         | 3  | 3 | 0 | 0 | 95 | 65 | +30 | 6   | Grupa principală |
| 2   | Muntenegru        | 3  | 2 | 0 | 1 | 82 | 86 | −4  | 4   | Grupa principală |
| 3   | Slovenia          | 3  | 1 | 0 | 2 | 82 | 92 | −10 | 2   |                  |
| 4   | Macedonia de Nord | 3  | 0 | 0 | 3 | 86 | 0  | +86 | 0   |                  |

| 13 ianuarie 2022 18:00 | Slovenia  | 27–25   | Macedonia de Nord | Arena Főnix, Debrețin Arbitri: Brick, Jusufhozic |
| 13 ianuarie 2022 18:00 | Dolenec 5 | (13–10) | C. Kuzmanoski 8   | Arena Főnix, Debrețin Arbitri: Brick, Jusufhozic |
| 13 ianuarie 2022 18:00 | 6× 1×     |         | 2× 1×             | Arena Főnix, Debrețin Arbitri: Brick, Jusufhozic |

| 13 ianuarie 2022 20:30 | Danemarca    | 30–21   | Muntenegru   | Arena Főnix, Debrețin Asistență: 2.142 Arbitri: Stark, Ștefan |
| 13 ianuarie 2022 20:30 | M. Hansen 10 | (18–10) | B. Vujović 7 | Arena Főnix, Debrețin Asistență: 2.142 Arbitri: Stark, Ștefan |
| 13 ianuarie 2022 20:30 | 4×           |         | 5× 1×        | Arena Főnix, Debrețin Asistență: 2.142 Arbitri: Stark, Ștefan |

| 15 ianuarie 2022 18:00 | Macedonia de Nord | 24–28   | Muntenegru            | Arena Főnix, Debrețin Arbitri: Gatelis, Mažeika |
| 15 ianuarie 2022 18:00 | Velkovski 6       | (16–17) | Anđelić, M. Vujović 6 | Arena Főnix, Debrețin Arbitri: Gatelis, Mažeika |
| 15 ianuarie 2022 18:00 | 2× 1×             |         | 5× 3×                 | Arena Főnix, Debrețin Arbitri: Gatelis, Mažeika |

| 15 ianuarie 2022 20:30 | Slovenia    | 23–34   | Danemarca   | Arena Főnix, Debrețin Asistență: 3.812 Arbitri: Marín, García |
| 15 ianuarie 2022 20:30 | Mačkovšek 6 | (14–16) | M. Hansen 8 | Arena Főnix, Debrețin Asistență: 3.812 Arbitri: Marín, García |
| 15 ianuarie 2022 20:30 | 5×          |         | 4× 1×       | Arena Főnix, Debrețin Asistență: 3.812 Arbitri: Marín, García |

| 17 ianuarie 2022 18:00 | Muntenegru   | 33–32   | Slovenia          | Arena Főnix, Debrețin Asistență: 1.203 Arbitri: Kurtagic, Wetterwik |
| 17 ianuarie 2022 18:00 | B. Vujović 9 | (16–19) | Dolenec, Kodrin 6 | Arena Főnix, Debrețin Asistență: 1.203 Arbitri: Kurtagic, Wetterwik |
| 17 ianuarie 2022 18:00 | 6× 1×        |         | 5× 1×             | Arena Főnix, Debrețin Asistență: 1.203 Arbitri: Kurtagic, Wetterwik |

| 17 ianuarie 2022 20:30 | Macedonia de Nord | 21–31   | Danemarca    | Arena Főnix, Debrețin Asistență: 1.561 Arbitri: Mandák, Rudinský |
| 17 ianuarie 2022 20:30 | Peševski 6        | (11–15) | Kirkeløkke 9 | Arena Főnix, Debrețin Asistență: 1.561 Arbitri: Mandák, Rudinský |
| 17 ianuarie 2022 20:30 | 3×                |         | 2× 1×        | Arena Főnix, Debrețin Asistență: 1.561 Arbitri: Mandák, Rudinský |

### Grupa B
| Loc | Echipa        | MJ | V | E | Î | GM | GP | DG | Pct | Calificare       |
| --- | ------------- | -- | - | - | - | -- | -- | -- | --- | ---------------- |
| 1   | Islanda       | 3  | 3 | 0 | 0 | 88 | 82 | +6 | 6   | Grupa principală |
| 2   | Țările de Jos | 3  | 2 | 0 | 1 | 91 | 88 | +3 | 4   | Grupa principală |
| 3   | Ungaria (H)   | 3  | 1 | 0 | 2 | 89 | 92 | −3 | 2   |                  |
| 4   | Portugalia    | 3  | 0 | 0 | 3 | 85 | 91 | −6 | 0   |                  |

| 13 ianuarie 2022 20:30 | Ungaria | 28–31   | Țările de Jos | MVM Dome, Budapesta Asistență: 20.022 Arbitri: Kurtagic, Wetterwik |
| 13 ianuarie 2022 20:30 | Lékai 8 | (10–13) | Smits 11      | MVM Dome, Budapesta Asistență: 20.022 Arbitri: Kurtagic, Wetterwik |
| 13 ianuarie 2022 20:30 | 5× 1×   |         | 5× 1×         | MVM Dome, Budapesta Asistență: 20.022 Arbitri: Kurtagic, Wetterwik |

| 14 ianuarie 2022 20:30 | Portugalia        | 24–28   | Islanda      | MVM Dome, Budapesta Asistență: 6.205 Arbitri: Schulze, Tönnies |
| 14 ianuarie 2022 20:30 | Iturriza, Silva 4 | (10–14) | Guðjónsson 5 | MVM Dome, Budapesta Asistență: 6.205 Arbitri: Schulze, Tönnies |
| 14 ianuarie 2022 20:30 | 4× 2×             |         | 4× 1×        | MVM Dome, Budapesta Asistență: 6.205 Arbitri: Schulze, Tönnies |

| 16 ianuarie 2022 18:00 | Portugalia      | 30–31   | Ungaria | MVM Dome, Budapesta Asistență: 20.022 Arbitri: Horáček, Novotný |
| 16 ianuarie 2022 18:00 | trei jucători 5 | (15–14) | Máthé 8 | MVM Dome, Budapesta Asistență: 20.022 Arbitri: Horáček, Novotný |
| 16 ianuarie 2022 18:00 | 6× 1×           |         | 6×      | MVM Dome, Budapesta Asistență: 20.022 Arbitri: Horáček, Novotný |

| 16 ianuarie 2022 20:30 | Islanda      | 29–28   | Țările de Jos | MVM Dome, Budapesta Asistență: 14.587 Arbitri: Brkic, Jusufhodzic |
| 16 ianuarie 2022 20:30 | Guðjónsson 8 | (15–13) | Smits 13      | MVM Dome, Budapesta Asistență: 14.587 Arbitri: Brkic, Jusufhodzic |
| 16 ianuarie 2022 20:30 | 7× 1×        |         | 6×            | MVM Dome, Budapesta Asistență: 14.587 Arbitri: Brkic, Jusufhodzic |

| 18 ianuarie 2022 18:00 | Islanda   | 31–30   | Ungaria   | MVM Dome, Budapesta Asistență: 20.022 Arbitri: Marín, García |
| 18 ianuarie 2022 18:00 | Elísson 9 | (17–17) | Bánhidi 6 | MVM Dome, Budapesta Asistență: 20.022 Arbitri: Marín, García |
| 18 ianuarie 2022 18:00 | 6× 1×     |         | 6× 2× 1×  | MVM Dome, Budapesta Asistență: 20.022 Arbitri: Marín, García |

| 18 ianuarie 2022 20:30 | Țările de Jos | 32–31   | Portugalia | MVM Dome, Budapesta Asistență: 11.287 Arbitri: Jørum, Kleven |
| 18 ianuarie 2022 20:30 | Smits 8       | (17–13) | Iturriza 7 | MVM Dome, Budapesta Asistență: 11.287 Arbitri: Jørum, Kleven |
| 18 ianuarie 2022 20:30 | 5× 1×         |         | 7× 1×      | MVM Dome, Budapesta Asistență: 11.287 Arbitri: Jørum, Kleven |

### Grupa C
| Loc | Echipa  | MJ | V | E | Î | GM | GP  | DG  | Pct | Calificare       |
| --- | ------- | -- | - | - | - | -- | --- | --- | --- | ---------------- |
| 1   | Franța  | 3  | 3 | 0 | 0 | 92 | 70  | +22 | 6   | Grupa principală |
| 2   | Croația | 3  | 2 | 0 | 1 | 83 | 72  | +11 | 4   | Grupa principală |
| 3   | Serbia  | 3  | 1 | 0 | 2 | 76 | 75  | +1  | 2   |                  |
| 4   | Ucraina | 3  | 0 | 0 | 3 | 71 | 105 | −34 | 0   |                  |

| 13 ianuarie 2022 18:00 | Serbia  | 31–23   | Ucraina  | Pick Aréna, Seghedin Arbitri: Jørum, Kleven |
| 13 ianuarie 2022 18:00 | Kukić 7 | (17–11) | Horiha 6 | Pick Aréna, Seghedin Arbitri: Jørum, Kleven |
| 13 ianuarie 2022 18:00 | 3× 1×   |         | 6× 1×    | Pick Aréna, Seghedin Arbitri: Jørum, Kleven |

| 13 ianuarie 2022 20:30 | Croația  | 22–27   | Franța   | Pick Aréna, Seghedin Arbitri: Horácek, Novotný |
| 13 ianuarie 2022 20:30 | Čupić 6  | (11–13) | Descat 7 | Pick Aréna, Seghedin Arbitri: Horácek, Novotný |
| 13 ianuarie 2022 20:30 | 3× 2× 1× |         | 1× 2×    | Pick Aréna, Seghedin Arbitri: Horácek, Novotný |

| 15 ianuarie 2022 18:00 | Franța | 36–23   | Ucraina  | Pick Aréna, Seghedin Arbitri: Mandák, Rudinský |
| 15 ianuarie 2022 18:00 | Nahi 5 | (17–11) | Horiha 7 | Pick Aréna, Seghedin Arbitri: Mandák, Rudinský |
| 15 ianuarie 2022 18:00 | 4× 1×  |         | 2× 1×    | Pick Aréna, Seghedin Arbitri: Mandák, Rudinský |

| 15 ianuarie 2022 20:30 | Croația             | 23–20  | Serbia        | Pick Aréna, Seghedin Asistență: 8.143 Arbitri: Schulze, Tönnies |
| 15 ianuarie 2022 20:30 | Čupić, Martinović 6 | (11–9) | Radivojević 5 | Pick Aréna, Seghedin Asistență: 8.143 Arbitri: Schulze, Tönnies |
| 15 ianuarie 2022 20:30 | 6× 1×               |        | 4× 1×         | Pick Aréna, Seghedin Asistență: 8.143 Arbitri: Schulze, Tönnies |

| 17 ianuarie 2022 18:00 | Ucraina     | 25–38   | Croația             | Pick Aréna, Seghedin Asistență: 4.038 Arbitri: Stark, Ștefan |
| 17 ianuarie 2022 18:00 | Artemenko 5 | (13–18) | Martinović, Šipić 7 | Pick Aréna, Seghedin Asistență: 4.038 Arbitri: Stark, Ștefan |
| 17 ianuarie 2022 18:00 | 5× 1×       |         | 5× 1×               | Pick Aréna, Seghedin Asistență: 4.038 Arbitri: Stark, Ștefan |

| 17 ianuarie 2022 20:30 | Franța | 29–25  | Serbia        | Pick Aréna, Seghedin Asistență: 4.038 Arbitri: Mažeika, Gatelis |
| 17 ianuarie 2022 20:30 | Mahé 6 | (16–7) | Radivojević 7 | Pick Aréna, Seghedin Asistență: 4.038 Arbitri: Mažeika, Gatelis |
| 17 ianuarie 2022 20:30 | 5× 1×  |        | 4× 2×         | Pick Aréna, Seghedin Asistență: 4.038 Arbitri: Mažeika, Gatelis |

### Grupa D
| Loc | Echipa   | MJ | V | E | Î | GM | GP | DG  | Pct | Calificare       |
| --- | -------- | -- | - | - | - | -- | -- | --- | --- | ---------------- |
| 1   | Germania | 3  | 3 | 0 | 0 | 97 | 81 | +16 | 6   | Grupa principală |
| 2   | Polonia  | 3  | 2 | 0 | 1 | 88 | 81 | +7  | 4   | Grupa principală |
| 3   | Belarus  | 3  | 1 | 0 | 2 | 78 | 88 | −10 | 2   |                  |
| 4   | Austria  | 3  | 0 | 0 | 3 | 86 | 99 | −13 | 0   |                  |

| 14 ianuarie 2022 18:00 | Germania           | 33–29   | Belarus            | Ondrej Nepela Arena, Bratislava Arbitri: Lah, Sok |
| 14 ianuarie 2022 18:00 | Häfner, Schiller 8 | (17–18) | Kulesh, Vailupau 7 | Ondrej Nepela Arena, Bratislava Arbitri: Lah, Sok |
| 14 ianuarie 2022 18:00 | 5× 1×              |         | 5× 1×              | Ondrej Nepela Arena, Bratislava Arbitri: Lah, Sok |

| 14 ianuarie 2022 20:30 | Austria   | 31–36   | Polonia  | Ondrej Nepela Arena, Bratislava Asistență: 1.530 Arbitri: Hansen Madsen |
| 14 ianuarie 2022 20:30 | Frimmel 8 | (14–17) | Moryto 9 | Ondrej Nepela Arena, Bratislava Asistență: 1.530 Arbitri: Hansen Madsen |
| 14 ianuarie 2022 20:30 | 5×        |         | 2× 1×    | Ondrej Nepela Arena, Bratislava Asistență: 1.530 Arbitri: Hansen Madsen |

| 16 ianuarie 2022 18:00 | Germania    | 34–29   | Austria   | Ondrej Nepela Arena, Bratislava Asistență: 1.485 Arbitri: Gubica, Milošević |
| 16 ianuarie 2022 18:00 | Kastening 9 | (15–16) | Frimmel 9 | Ondrej Nepela Arena, Bratislava Asistență: 1.485 Arbitri: Gubica, Milošević |
| 16 ianuarie 2022 18:00 | 4×          |         | 4×        | Ondrej Nepela Arena, Bratislava Asistență: 1.485 Arbitri: Gubica, Milošević |

| 16 ianuarie 2022 20:30 | Belarus    | 20–29   | Polonia     | Ondrej Nepela Arena, Bratislava Asistență: 2.500 Arbitri: Bonaventura, Bonaventura |
| 16 ianuarie 2022 20:30 | Vailupau 5 | (11–14) | Krajewski 7 | Ondrej Nepela Arena, Bratislava Asistență: 2.500 Arbitri: Bonaventura, Bonaventura |
| 16 ianuarie 2022 20:30 | 4× 1×      |         | 1×          | Ondrej Nepela Arena, Bratislava Asistență: 2.500 Arbitri: Bonaventura, Bonaventura |

| 18 ianuarie 2022 18:00 | Polonia  | 23–30   | Germania   | Ondrej Nepela Arena, Bratislava Asistență: 1.076 Arbitri: Nachevski, Nikolov |
| 18 ianuarie 2022 18:00 | Moryto 7 | (12–15) | Steinert 9 | Ondrej Nepela Arena, Bratislava Asistență: 1.076 Arbitri: Nachevski, Nikolov |
| 18 ianuarie 2022 18:00 | 5× 1×    |         | 6× 1×      | Ondrej Nepela Arena, Bratislava Asistență: 1.076 Arbitri: Nachevski, Nikolov |

| 18 ianuarie 2022 20:30 | Belarus    | 29–26   | Austria   | Ondrej Nepela Arena, Bratislava Asistență: 835 Arbitri: Mandák, Rudinský |
| 18 ianuarie 2022 20:30 | Vailupau 8 | (16–16) | Bozovic 7 | Ondrej Nepela Arena, Bratislava Asistență: 835 Arbitri: Mandák, Rudinský |
| 18 ianuarie 2022 20:30 | 2× 1×      |         | 5× 1×     | Ondrej Nepela Arena, Bratislava Asistență: 835 Arbitri: Mandák, Rudinský |

### Grupa E
| Loc | Echipa                | MJ | V | E | Î | GM | GP | DG  | Pct | Calificare       |
| --- | --------------------- | -- | - | - | - | -- | -- | --- | --- | ---------------- |
| 1   | Spania                | 3  | 3 | 0 | 0 | 88 | 78 | +10 | 6   | Grupa principală |
| 2   | Suedia                | 3  | 1 | 1 | 1 | 85 | 77 | +8  | 3   | Grupa principală |
| 3   | Cehia                 | 3  | 1 | 1 | 1 | 80 | 74 | +6  | 3   |                  |
| 4   | Bosnia și Herțegovina | 3  | 0 | 0 | 3 | 61 | 85 | −24 | 0   |                  |

| 13 ianuarie 2022 18:00 | Spania     | 28–26   | Cehia    | Ondrej Nepela Arena, Bratislava Asistență: 1.173 Arbitri: Pavićević, Ražnatović |
| 13 ianuarie 2022 18:00 | Gurbindo 6 | (14–11) | Hrstka 6 | Ondrej Nepela Arena, Bratislava Asistență: 1.173 Arbitri: Pavićević, Ražnatović |
| 13 ianuarie 2022 18:00 | 2× 1×      |         | 7× 2×    | Ondrej Nepela Arena, Bratislava Asistență: 1.173 Arbitri: Pavićević, Ražnatović |

| 13 ianuarie 2022 20:30 | Suedia  | 30–18   | Bosnia și Herțegovina | Ondrej Nepela Arena, Bratislava Asistență: 1.268 Arbitri: Bíró, Kiss |
| 13 ianuarie 2022 20:30 | Wanne 6 | (17–11) | S. Burić 4            | Ondrej Nepela Arena, Bratislava Asistență: 1.268 Arbitri: Bíró, Kiss |
| 13 ianuarie 2022 20:30 | 1×      |         | 4× 1×                 | Ondrej Nepela Arena, Bratislava Asistență: 1.268 Arbitri: Bíró, Kiss |

| 15 ianuarie 2022 18:00 | Cehia   | 27–19  | Bosnia și Herțegovina | Ondrej Nepela Arena, Bratislava Arbitri: Bonaventura, Bonaventura |
| 15 ianuarie 2022 18:00 | Klíma 8 | (12–9) | Hamidović 5           | Ondrej Nepela Arena, Bratislava Arbitri: Bonaventura, Bonaventura |
| 15 ianuarie 2022 18:00 | 4× 1×   |        | 5× 1×                 | Ondrej Nepela Arena, Bratislava Arbitri: Bonaventura, Bonaventura |

| 15 ianuarie 2022 20:30 | Spania      | 32–28   | Suedia  | Ondrej Nepela Arena, Bratislava Asistență: 2.159 Arbitri: Brunner, Salah |
| 15 ianuarie 2022 20:30 | Fernández 8 | (17–14) | Wanne 8 | Ondrej Nepela Arena, Bratislava Asistență: 2.159 Arbitri: Brunner, Salah |
| 15 ianuarie 2022 20:30 | 4×          |         | 3× 1×   | Ondrej Nepela Arena, Bratislava Asistență: 2.159 Arbitri: Brunner, Salah |

| 17 ianuarie 2022 18:00 | Bosnia și Herțegovina | 24–28   | Spania   | Ondrej Nepela Arena, Bratislava Arbitri: Lah, Sok |
| 17 ianuarie 2022 18:00 | Karačić 6             | (14–12) | Casado 7 | Ondrej Nepela Arena, Bratislava Arbitri: Lah, Sok |
| 17 ianuarie 2022 18:00 | 6×                    |         | 2×       | Ondrej Nepela Arena, Bratislava Arbitri: Lah, Sok |

| 17 ianuarie 2022 20:30 | Cehia           | 27–27   | Suedia           | Ondrej Nepela Arena, Bratislava Asistență: 1.368 Arbitri: Gubica, Milošević |
| 17 ianuarie 2022 20:30 | Babák, Piroch 5 | (11–12) | Sandell, Wanne 5 | Ondrej Nepela Arena, Bratislava Asistență: 1.368 Arbitri: Gubica, Milošević |
| 17 ianuarie 2022 20:30 | 4× 1×           |         | 3× 1×            | Ondrej Nepela Arena, Bratislava Asistență: 1.368 Arbitri: Gubica, Milošević |

### Grupa F
| Loc | Echipa   | MJ | V | E | Î | GM | GP | DG  | Pct | Calificare       |
| --- | -------- | -- | - | - | - | -- | -- | --- | --- | ---------------- |
| 1   | Rusia    | 3  | 3 | 0 | 0 | 86 | 74 | +12 | 6   | Grupa principală |
| 2   | Norvegia | 3  | 2 | 0 | 1 | 92 | 77 | +15 | 4   | Grupa principală |
| 3   | Slovacia | 3  | 1 | 0 | 2 | 81 | 95 | −14 | 2   |                  |
| 4   | Lituania | 3  | 0 | 0 | 3 | 82 | 95 | −13 | 0   |                  |

| 13 ianuarie 2022 18:00 | Rusia       | 29–27  | Lituania      | Steel Arena, Košice Arbitri: Elíasson, Palsson |
| 13 ianuarie 2022 18:00 | Kosorotov 9 | (14–9) | Malašinskas 5 | Steel Arena, Košice Arbitri: Elíasson, Palsson |
| 13 ianuarie 2022 18:00 | 6× 1×       |        | 3× 1×         | Steel Arena, Košice Arbitri: Elíasson, Palsson |

| 13 ianuarie 2022 20:30 | Norvegia | 35–25   | Slovacia | Steel Arena, Košice Asistență: 1.568 Arbitri: Brunner, Salah |
| 13 ianuarie 2022 20:30 | Toft 5   | (15–11) | Urban 6  | Steel Arena, Košice Asistență: 1.568 Arbitri: Brunner, Salah |
| 13 ianuarie 2022 20:30 | 5× 1×    |         | 2× 1×    | Steel Arena, Košice Asistență: 1.568 Arbitri: Brunner, Salah |

| 15 ianuarie 2022 18:00 | Slovacia | 31–26  | Lituania      | Steel Arena, Košice Asistență: 1.504 Arbitri: Nikolov, Nachevski |
| 15 ianuarie 2022 18:00 | Urban 7  | (15–8) | Malašinskas 8 | Steel Arena, Košice Asistență: 1.504 Arbitri: Nikolov, Nachevski |
| 15 ianuarie 2022 18:00 | 8× 1×    |        | 4×            | Steel Arena, Košice Asistență: 1.504 Arbitri: Nikolov, Nachevski |

| 15 ianuarie 2022 20:30 | Norvegia   | 22–23   | Rusia      | Steel Arena, Košice Asistență: 1.967 Arbitri: Pavićević, Ražnatović |
| 15 ianuarie 2022 20:30 | Barthold 7 | (12–14) | Jitnikov 7 | Steel Arena, Košice Asistență: 1.967 Arbitri: Pavićević, Ražnatović |
| 15 ianuarie 2022 20:30 | 4× 3×      |         | 4× 1×      | Steel Arena, Košice Asistență: 1.967 Arbitri: Pavićević, Ražnatović |

| 17 ianuarie 2022 18:00 | Slovacia | 27–36  | Rusia       | Steel Arena, Košice Asistență: 1.290 Arbitri: Hansen, Madsen |
| 17 ianuarie 2022 18:00 | Prokop 8 | (9–19) | Kosorotov 7 | Steel Arena, Košice Asistență: 1.290 Arbitri: Hansen, Madsen |
| 17 ianuarie 2022 18:00 | 4×       |        |             | Steel Arena, Košice Asistență: 1.290 Arbitri: Hansen, Madsen |

| 17 ianuarie 2022 20:30 | Lituania      | 29–35   | Norvegia            | Steel Arena, Košice Asistență: 1.705 Arbitri: Bíró, Kiss |
| 17 ianuarie 2022 20:30 | Malašinskas 8 | (16–16) | Barthold, Sagosen 7 | Steel Arena, Košice Asistență: 1.705 Arbitri: Bíró, Kiss |
| 17 ianuarie 2022 20:30 | 5×            |         | 2×                  | Steel Arena, Košice Asistență: 1.705 Arbitri: Bíró, Kiss |

## Grupele principale

### Grupa I
| Loc | Echipa        | MJ | V | E | Î | GM  | GP  | DG  | Pct | Calificare                 |
| --- | ------------- | -- | - | - | - | --- | --- | --- | --- | -------------------------- |
| 1   | Franța        | 5  | 4 | 0 | 1 | 148 | 131 | +17 | 8   | Semifinale                 |
| 2   | Danemarca     | 5  | 4 | 0 | 1 | 149 | 123 | +26 | 8   | Semifinale                 |
| 3   | Islanda       | 5  | 3 | 0 | 2 | 138 | 124 | +14 | 6   | Meciul pentru locurile 5-6 |
| 4   | Croația       | 5  | 1 | 1 | 3 | 124 | 136 | −12 | 3   |                            |
| 5   | Țările de Jos | 5  | 1 | 1 | 3 | 137 | 156 | −19 | 3   |                            |
| 6   | Muntenegru    | 5  | 1 | 0 | 4 | 134 | 160 | −26 | 2   |                            |

1. 1 2  Danemarca 29-30 Franța
2. 1 2  Țările de Jos 28–28 Croația

| 20 ianuarie 2022 15:30 | Muntenegru               | 32–26  | Croația | MVM Dome, Budapesta Asistență: 5.037 Arbitri: Jørum, Kleven |
| 20 ianuarie 2022 15:30 | B. Vujović, M. Vujović 7 | (15–9) | Čupić 7 | MVM Dome, Budapesta Asistență: 5.037 Arbitri: Jørum, Kleven |
| 20 ianuarie 2022 15:30 | 6×                       |        | 3×      | MVM Dome, Budapesta Asistență: 5.037 Arbitri: Jørum, Kleven |

| 20 ianuarie 2022 18:00 | Franța  | 34–24   | Țările de Jos    | MVM Dome, Budapesta Asistență: 5.055 Arbitri: Schulze, Tönnies |
| 20 ianuarie 2022 18:00 | Minne 8 | (15–12) | Baijens, Smits 4 | MVM Dome, Budapesta Asistență: 5.055 Arbitri: Schulze, Tönnies |
| 20 ianuarie 2022 18:00 | 6× 1×   |         | 4× 1×            | MVM Dome, Budapesta Asistență: 5.055 Arbitri: Schulze, Tönnies |

| 20 ianuarie 2022 20:30 | Danemarca | 28–24   | Islanda     | MVM Dome, Budapesta Asistență: 5.060 Arbitri: Kurtagic, Wetterwik |
| 20 ianuarie 2022 20:30 | Gidsel 9  | (17–14) | Magnússon 8 | MVM Dome, Budapesta Asistență: 5.060 Arbitri: Kurtagic, Wetterwik |
| 20 ianuarie 2022 20:30 | 4× 1×     |         | 6× 1×       | MVM Dome, Budapesta Asistență: 5.060 Arbitri: Kurtagic, Wetterwik |

| 22 ianuarie 2022 15:30 | Muntenegru          | 30–34   | Țările de Jos | MVM Dome, Budapesta Asistență: 11.360 Arbitri: Horáček, Novotný |
| 22 ianuarie 2022 15:30 | Čepić, B. Vujović 6 | (16–18) | Smits 9       | MVM Dome, Budapesta Asistență: 11.360 Arbitri: Horáček, Novotný |
| 22 ianuarie 2022 15:30 | 3×                  |         | 5×            | MVM Dome, Budapesta Asistență: 11.360 Arbitri: Horáček, Novotný |

| 22 ianuarie 2022 18:00 | Franța          | 21–29   | Islanda      | MVM Dome, Budapesta Asistență: 11.394 Arbitri: Nikolov, Nachevski |
| 22 ianuarie 2022 18:00 | trei jucători 5 | (10–17) | Magnússon 10 | MVM Dome, Budapesta Asistență: 11.394 Arbitri: Nikolov, Nachevski |
| 22 ianuarie 2022 18:00 | 4× 1×           |         | 3× 1×        | MVM Dome, Budapesta Asistență: 11.394 Arbitri: Nikolov, Nachevski |

| 22 ianuarie 2022 20:30 | Danemarca   | 27–25   | Croația | MVM Dome, Budapesta Asistență: 11.412 Arbitri: Marín, García |
| 22 ianuarie 2022 20:30 | M. Hansen 8 | (12–11) | Marić 8 | MVM Dome, Budapesta Asistență: 11.412 Arbitri: Marín, García |
| 22 ianuarie 2022 20:30 | 1× 2×       |         | 4×      | MVM Dome, Budapesta Asistență: 11.412 Arbitri: Marín, García |

| 24 ianuarie 2022 15:30 | Islanda       | 22–23   | Croația | MVM Dome, Budapesta Asistență: 4.522 Arbitri: Schulze, Tönnies |
| 24 ianuarie 2022 15:30 | Thorkelsson 6 | (12–10) | Lučin 6 | MVM Dome, Budapesta Asistență: 4.522 Arbitri: Schulze, Tönnies |
| 24 ianuarie 2022 15:30 | 2× 1×         |         | 3× 1×   | MVM Dome, Budapesta Asistență: 4.522 Arbitri: Schulze, Tönnies |

| 24 ianuarie 2022 18:00 | Danemarca | 35–23   | Țările de Jos | MVM Dome, Budapesta Asistență: 4.557 Arbitri: Nikolov, Nachevski |
| 24 ianuarie 2022 18:00 | Gidsel 9  | (21–12) | Baijens 6     | MVM Dome, Budapesta Asistență: 4.557 Arbitri: Nikolov, Nachevski |
| 24 ianuarie 2022 18:00 | 1×        |         | 3×            | MVM Dome, Budapesta Asistență: 4.557 Arbitri: Nikolov, Nachevski |

| 24 ianuarie 2022 20:30 | Muntenegru   | 27-36   | Franța | MVM Dome, Budapesta Asistență: 4.582 Arbitri: Kurtagic, Wetterwik |
| 24 ianuarie 2022 20:30 | M. Vujović 7 | (12–16) | Mem 7  | MVM Dome, Budapesta Asistență: 4.582 Arbitri: Kurtagic, Wetterwik |
| 24 ianuarie 2022 20:30 | 1×           |         | 3× 1×  | MVM Dome, Budapesta Asistență: 4.582 Arbitri: Kurtagic, Wetterwik |

| 26 ianuarie 2022 15:30 | Muntenegru    | 24–34  | Islanda      | MVM Dome, Budapesta Asistență: 5.200 Arbitri: Marín, García |
| 26 ianuarie 2022 15:30 | M. Vujović 11 | (8–17) | Magnússon 11 | MVM Dome, Budapesta Asistență: 5.200 Arbitri: Marín, García |
| 26 ianuarie 2022 15:30 | 4×            |        | 2× 1×        | MVM Dome, Budapesta Asistență: 5.200 Arbitri: Marín, García |

| 26 ianuarie 2022 18:00 | Țările de Jos | 28–28   | Croația       | MVM Dome, Budapesta Asistență: 5.275 Arbitri: Kurtagic, Wetterwik |
| 26 ianuarie 2022 18:00 | Steins 6      | (15–13) | Martinović 12 | MVM Dome, Budapesta Asistență: 5.275 Arbitri: Kurtagic, Wetterwik |
| 26 ianuarie 2022 18:00 | 3×            |         | 3× 1×         | MVM Dome, Budapesta Asistență: 5.275 Arbitri: Kurtagic, Wetterwik |

| 26 ianuarie 2022 20:30 | Danemarca     | 29–30   | Franța        | MVM Dome, Budapesta Asistență: 5.315 Arbitri: Horáček, Novotný |
| 26 ianuarie 2022 20:30 | Kirkeløkke 10 | (17–12) | Descat, Mem 8 | MVM Dome, Budapesta Asistență: 5.315 Arbitri: Horáček, Novotný |
| 26 ianuarie 2022 20:30 | 3×            |         | 4× 1×         | MVM Dome, Budapesta Asistență: 5.315 Arbitri: Horáček, Novotný |

### Grupa II
| Loc | Echipa   | MJ | V | E | Î | GM  | GP  | DG  | Pct | Calificare                 |
| --- | -------- | -- | - | - | - | --- | --- | --- | --- | -------------------------- |
| 1   | Spania   | 5  | 4 | 0 | 1 | 138 | 130 | +8  | 8   | Semifinale                 |
| 2   | Suedia   | 5  | 4 | 0 | 1 | 134 | 117 | +17 | 8   | Semifinale                 |
| 3   | Norvegia | 5  | 3 | 0 | 2 | 142 | 124 | +18 | 6   | Meciul pentru locurile 5-6 |
| 4   | Germania | 5  | 2 | 0 | 3 | 127 | 134 | −7  | 4   |                            |
| 5   | Rusia    | 5  | 1 | 1 | 3 | 129 | 136 | −7  | 3   |                            |
| 6   | Polonia  | 5  | 0 | 1 | 4 | 128 | 157 | −29 | 1   |                            |

| 20 ianuarie 2022 15:30 | Rusia     | 23–29   | Suedia  | Ondrej Nepela Arena, Bratislava Asistență: 1.667 Arbitri: Lah, Sok |
| 20 ianuarie 2022 15:30 | Ermakov 5 | (13–16) | Wanne 9 | Ondrej Nepela Arena, Bratislava Asistență: 1.667 Arbitri: Lah, Sok |
| 20 ianuarie 2022 15:30 | 3× 1×     |         | 1×      | Ondrej Nepela Arena, Bratislava Asistență: 1.667 Arbitri: Lah, Sok |

| 20 ianuarie 2022 18:00 | Germania        | 23–29   | Spania    | Ondrej Nepela Arena, Bratislava Asistență: 1.683 Arbitri: Bonaventura, Bonaventura |
| 20 ianuarie 2022 18:00 | Golla, Zieker 4 | (12–14) | Maqueda 6 | Ondrej Nepela Arena, Bratislava Asistență: 1.683 Arbitri: Bonaventura, Bonaventura |
| 20 ianuarie 2022 18:00 | 1×              |         |           | Ondrej Nepela Arena, Bratislava Asistență: 1.683 Arbitri: Bonaventura, Bonaventura |

| 20 ianuarie 2022 20:30 | Polonia   | 31–42   | Norvegia    | Ondrej Nepela Arena, Bratislava Asistență: 1.682 Arbitri: Brunner, Salah |
| 20 ianuarie 2022 20:30 | Moryto 10 | (15–21) | Barthold 10 | Ondrej Nepela Arena, Bratislava Asistență: 1.682 Arbitri: Brunner, Salah |
| 20 ianuarie 2022 20:30 | 3× 1×     |         | 6× 1×       | Ondrej Nepela Arena, Bratislava Asistență: 1.682 Arbitri: Brunner, Salah |

| 21 ianuarie 2022 15:30 | Rusia      | 25–26   | Spania   | Ondrej Nepela Arena, Bratislava Asistență: 2.021 Arbitri: Hansen, Madsen |
| 21 ianuarie 2022 15:30 | Santalov 6 | (11–12) | Casado 7 | Ondrej Nepela Arena, Bratislava Asistență: 2.021 Arbitri: Hansen, Madsen |
| 21 ianuarie 2022 15:30 | 1×         |         |          | Ondrej Nepela Arena, Bratislava Asistență: 2.021 Arbitri: Hansen, Madsen |

| 21 ianuarie 2022 18:00 | Polonia             | 18–28  | Suedia        | Ondrej Nepela Arena, Bratislava Asistență: 2.021 Arbitri: Pavićević, Ražnatović |
| 21 ianuarie 2022 18:00 | Krajewski, Moryto 5 | (6–14) | trei jucători | Ondrej Nepela Arena, Bratislava Asistență: 2.021 Arbitri: Pavićević, Ražnatović |
| 21 ianuarie 2022 18:00 | 3×                  |        | 2× 1×         | Ondrej Nepela Arena, Bratislava Asistență: 2.021 Arbitri: Pavićević, Ražnatović |

| 21 ianuarie 2022 20:30 | Germania | 23–28   | Norvegia | Ondrej Nepela Arena, Bratislava Arbitri: Lah, Sok |
| 21 ianuarie 2022 20:30 | Golla 4  | (12–14) | Toft 7   | Ondrej Nepela Arena, Bratislava Arbitri: Lah, Sok |
| 21 ianuarie 2022 20:30 | 2× 1×    |         | 3×       | Ondrej Nepela Arena, Bratislava Arbitri: Lah, Sok |

| 23 ianuarie 2022 15:30 | Polonia | 29–29   | Rusia       | Ondrej Nepela Arena, Bratislava Asistență: 1.984 Arbitri: Bonaventura, Bonaventura |
| 23 ianuarie 2022 15:30 | Sićko 8 | (13–12) | Kosorotov 8 | Ondrej Nepela Arena, Bratislava Asistență: 1.984 Arbitri: Bonaventura, Bonaventura |
| 23 ianuarie 2022 15:30 | 5× 1×   |         | 5× 1×       | Ondrej Nepela Arena, Bratislava Asistență: 1.984 Arbitri: Bonaventura, Bonaventura |

| 23 ianuarie 2021 18:00 | Germania | 21–25   | Suedia  | Ondrej Nepela Arena, Bratislava Asistență: 1.992 Arbitri: Brunner, Salah |
| 23 ianuarie 2021 18:00 | Köster 4 | (10–12) | Wanne 6 | Ondrej Nepela Arena, Bratislava Asistență: 1.992 Arbitri: Brunner, Salah |
| 23 ianuarie 2021 18:00 | 2×       |         | 2×      | Ondrej Nepela Arena, Bratislava Asistență: 1.992 Arbitri: Brunner, Salah |

| 23 ianuarie 2022 20:30 | Spania    | 23–27   | Norvegia   | Ondrej Nepela Arena, Bratislava Asistență: 1.992 Arbitri: Pavićević, Ražnatović |
| 23 ianuarie 2022 20:30 | Maqueda 6 | (11–14) | Barthold 6 | Ondrej Nepela Arena, Bratislava Asistență: 1.992 Arbitri: Pavićević, Ražnatović |
| 23 ianuarie 2022 20:30 | 2×        |         | 6× 1×      | Ondrej Nepela Arena, Bratislava Asistență: 1.992 Arbitri: Pavićević, Ražnatović |

| 25 ianuarie 2022 15:30 | Polonia  | 27–28   | Spania         | Ondrej Nepela Arena, Bratislava Asistență: 1.432 Arbitri: Lah, Sok |
| 25 ianuarie 2022 15:30 | Moryto 6 | (13–14) | Casado, Solé 4 | Ondrej Nepela Arena, Bratislava Asistență: 1.432 Arbitri: Lah, Sok |
| 25 ianuarie 2022 15:30 | 1× 2×    |         | 1×             | Ondrej Nepela Arena, Bratislava Asistență: 1.432 Arbitri: Lah, Sok |

| 25 ianuarie 2022 18:00 | Germania | 30–29   | Rusia       | Ondrej Nepela Arena, Bratislava Asistență: 1.443 Arbitri: Pavićević, Ražnatović |
| 25 ianuarie 2022 18:00 | Golla 6  | (16–12) | Kosorotov 8 | Ondrej Nepela Arena, Bratislava Asistență: 1.443 Arbitri: Pavićević, Ražnatović |
| 25 ianuarie 2022 18:00 | 2× 1×    |         | 3×          | Ondrej Nepela Arena, Bratislava Asistență: 1.443 Arbitri: Pavićević, Ražnatović |

| 25 ianuarie 2021 20:30 | Suedia    | 24–23  | Norvegia   | Ondrej Nepela Arena, Bratislava Asistență: 1.448 Arbitri: Hansen, Madsen |
| 25 ianuarie 2021 20:30 | Chrintz 6 | (9–14) | Reinkind 6 | Ondrej Nepela Arena, Bratislava Asistență: 1.448 Arbitri: Hansen, Madsen |
| 25 ianuarie 2021 20:30 | 3×        |        | 4×         | Ondrej Nepela Arena, Bratislava Asistență: 1.448 Arbitri: Hansen, Madsen |

## Fazele eliminatorii

### Schemă
|  | Semifinale  | Semifinale |             |    | Finala | Finala |
|  |             |            |             |    |        |        |
|  | 28 ianuarie |            |             |    |        |        |
|  |             |            |             |    |        |        |
|  | Franța      | 33         |             |    |        |        |
|  | Franța      | 33         | 30 ianuarie |    |        |        |
|  | Suedia      | 34         |             |    |        |        |
|  | Suedia      | 34         | Suedia      | 27 |        |        |
|  | 28 ianuarie |            | Suedia      | 27 |        |        |
|  |             | Spania     | 26          |    |        |        |
|  | Spania      | Spania     | 26          | 29 |        |        |
|  | Spania      |            |             | 29 |        |        |
|  | Danemarca   | 25         |             |    |        |        |
|  | Danemarca   | 25         | Finală mică |    |        |        |
|  |             |            |             |    |        |        |
|  | 30 ianuarie |            |             |    |        |        |
|  |             |            |             |    |        |        |
|  | Franța      | 32         |             |    |        |        |
|  | Franța      | 32         |             |    |        |        |
|  | Danemarca   | 35         |             |    |        |        |

### Semifinalele
| 28 ianuarie 2022 18:00 | Spania   | 29–25   | Danemarca   | MVM Dome, Budapesta Asistență: 7.286 Arbitri: Nikolov, Nachevski |
| 28 ianuarie 2022 18:00 | Gómez 11 | (13–14) | M. Hansen 8 | MVM Dome, Budapesta Asistență: 7.286 Arbitri: Nikolov, Nachevski |
| 28 ianuarie 2022 18:00 | 4× 1×    |         | 3× 1×       | MVM Dome, Budapesta Asistență: 7.286 Arbitri: Nikolov, Nachevski |

| 28 ianuarie 2022 20:30 | Franța          | 33–34   | Suedia         | MVM Dome, Budapesta Asistență: 7.306 Arbitri: Lah, Sok |
| 28 ianuarie 2022 20:30 | Descat, Minne 8 | (14–17) | Gottfridsson 9 | MVM Dome, Budapesta Asistență: 7.306 Arbitri: Lah, Sok |
| 28 ianuarie 2022 20:30 | 3× 1×           |         | 4× 1×          | MVM Dome, Budapesta Asistență: 7.306 Arbitri: Lah, Sok |

### Meciul pentru locurile 5-6
| 28 ianuarie 2022 15:30 | Islanda              | 33–34 (Prel.) | Norvegia  | MVM Dome, Budapesta Asistență: 7.165 Arbitri: Marín, García |
| 28 ianuarie 2022 15:30 | Magnússon 10         | (12–16)       | Sagosen 8 | MVM Dome, Budapesta Asistență: 7.165 Arbitri: Marín, García |
| 28 ianuarie 2022 15:30 | 4× 2×                |               | 4× 1×     | MVM Dome, Budapesta Asistență: 7.165 Arbitri: Marín, García |
| 28 ianuarie 2022 15:30 | FT: 27–27 Prel.: 6–7 |               |           | MVM Dome, Budapesta Asistență: 7.165 Arbitri: Marín, García |

### Finala mică
| 30 ianuarie 2022 15:30 | Danemarca            | 35–32 (Prel.) | Franța  | MVM Dome, Budapesta Asistență: 10.021 Arbitri: Horácek, Novotný |
| 30 ianuarie 2022 15:30 | Mahé 8               | (13–14)       | Holm 10 | MVM Dome, Budapesta Asistență: 10.021 Arbitri: Horácek, Novotný |
| 30 ianuarie 2022 15:30 | 4× 1×                |               | 2×      | MVM Dome, Budapesta Asistență: 10.021 Arbitri: Horácek, Novotný |
| 30 ianuarie 2022 15:30 | FT: 29–29 Prel.: 6–3 |               |         | MVM Dome, Budapesta Asistență: 10.021 Arbitri: Horácek, Novotný |

### Finala
| 30 ianuarie 2022 18:00 | Suedia               | 27-26   | Spania           | MVM Dome, Budapesta Asistență: 14.238 Arbitri: Schulze, Tönnies |
| 30 ianuarie 2022 18:00 | Bergendahl, Ekberg 5 | (13–12) | Figueras,Gómez 6 | MVM Dome, Budapesta Asistență: 14.238 Arbitri: Schulze, Tönnies |
| 30 ianuarie 2022 18:00 | 3× 2×                |         | 4×               | MVM Dome, Budapesta Asistență: 14.238 Arbitri: Schulze, Tönnies |

## Clasament și statistici
|  | Echipe calificate la Campionatul Mondial de Handbal Masculin din 2023 și la Campionatul European de Handbal Masculin din 2024 |
|  | Echipe calificate la Campionatul Mondial de Handbal Masculin din 2023                                                         |
|  | Echipe calificate la Campionatul European de Handbal Masculin din 2024 ca țară gazdă                                          |
|  | Echipe calificate la Campionatul Mondial de Handbal Masculin din 2023 ca țară gazdă                                           |

| Loc | Echipa                |
| --- | --------------------- |
|     | Suedia                |
|     | Spania                |
|     | Danemarca             |
| 4   | Franța                |
| 5   | Norvegia              |
| 6   | Islanda               |
| 7   | Germania              |
| 8   | Croația               |
| 9   | Rusia                 |
| 10  | Țările de Jos         |
| 11  | Muntenegru            |
| 12  | Polonia               |
| 13  | Cehia                 |
| 14  | Serbia                |
| 15  | Ungaria               |
| 16  | Slovenia              |
| 17  | Belarus               |
| 18  | Slovacia              |
| 19  | Portugalia            |
| 20  | Austria               |
| 21  | Lituania              |
| 22  | Macedonia de Nord     |
| 23  | Bosnia și Herțegovina |
| 24  | Ucraina               |

## Sponsorizare
| Partenerii EHF                                                                               | Parteneri Oficiali | Furnizor Național |
| -------------------------------------------------------------------------------------------- | --- | --- |
| - DAZN - Eventim - Gerflor - Hummel - Infront Sports & Media - Select Sport - Sport Transfer | - Autohero - Banco Santander de España - Bauhaus Companie - Bohus – Saig - Bring Norvegia - Engelbert Strauss - Falken Tyres - Fresh Corner Coffee - Gjensidige - Gorenje - Grundfos - Jung Group - Lidl - Mateco España S.L. - Mitsubishi Motors Germania - MOL - NorDan - Sport 24 - TikTok - Tipsport - Town & Country Haus - VVS Exsperten | - DS-CAR Ungaria - Green Colecction - M4 Sport - Mollimo - T-Mobile Ungaria - Visit Hungary - Nový Cas Slovacia - Slovnaft Slovacia - Travel to Slovakia |